# Molina de Aragón
Molina de Aragón is een gemeente in de Spaanse provincie Guadalajara in de regio Castilië-La Mancha met een oppervlakte van 168 km². Molina de Aragón telt 3.403 inwoners (1 januari 2016).

## Sport
Molina de Aragón was op 17 augustus 2021 aankomstplaats van een etappe in de wielerkoers Ronde van Spanje. Deze etappe werd gewonnen door de Nederlander Fabio Jakobsen.

## Afbeeldingen

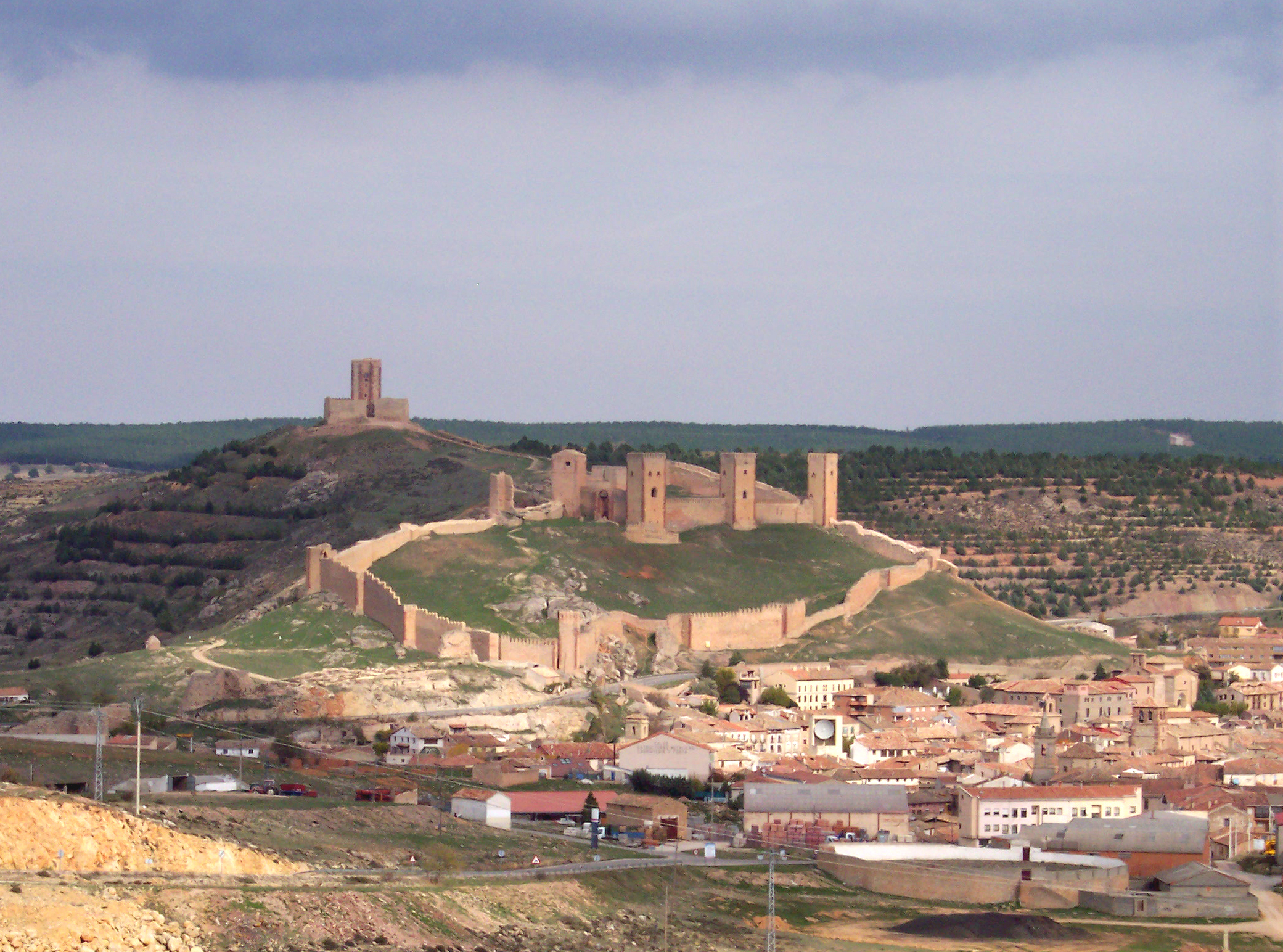
Molina de Aragón, panorama (2006)
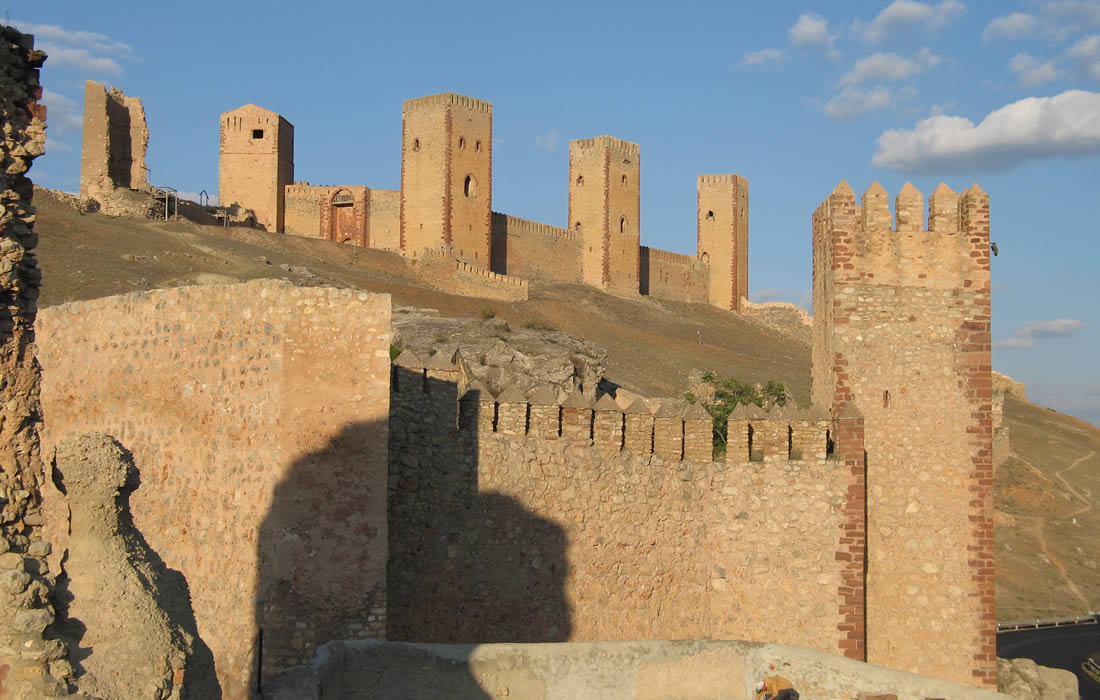
Alcázar van Molina de Aragón (2006)